# 科学院区
科学院区（俄語：Академический район）是莫斯科西南行政区的一区，面积5.83平方公里，人口114,288人。科学院站和工会站在该区内。胡志明广场在此区内，在广场上有一座刻着胡志明像的圆形纪念碑，基座上刻着他的名言：“没有什么比独立和自由更可贵”。